# Dominicanisch-haitianische Beziehungen
Die Dominicanisch-haitianischen Beziehungen beschreiben das bilaterale Verhältnis zwischen der früheren britischen Kolonie Commonwealth of Dominica einerseits und der Republik Haiti andererseits.
Beide Länder sind Mitglieder der Vereinten Nationen, der Organisation Amerikanischer Staaten und der Karibischen Gemeinschaft (CARICOM).
Haiti erlangte die Unabhängigkeit von der früheren Kolonialmacht Frankreich bereits im Jahr 1804, während Dominica erst im Jahr 1967 vom Vereinigten Königreich eine begrenzte Unabhängigkeit erhielt. Seit dem 3. November 1978 ist Dominica als vollständig unabhängiger Staat eine parlamentarische Republik.
Es bestehen diplomatische Beziehungen, jedoch sind keine Botschafter ausgetauscht. Für haitianische Staatsangehörige besteht Visumspflicht bei Einreise nach Dominica. Gleichwohl gelangen illegale Migranten aus Haiti nach Dominica, wo ihnen auch mangels englischer Sprachkenntnisse eine Integration schwer möglich ist. Die Dominica-Haiti Friendship Association (DHFA), seit dem Jahr 2005 in der Hauptstadt Roseau ansässig, vertritt die Interessen der Zuwanderer.
Die haitianische Fluggesellschaft Sunrise Airways bietet in der Regel Direktflüge zwischen Haiti und Dominica an. Mitte der 2020er-Jahre waren diese wie der gesamte Flugverkehr mit dem Ausland wegen der Krise in Haiti ausgesetzt.

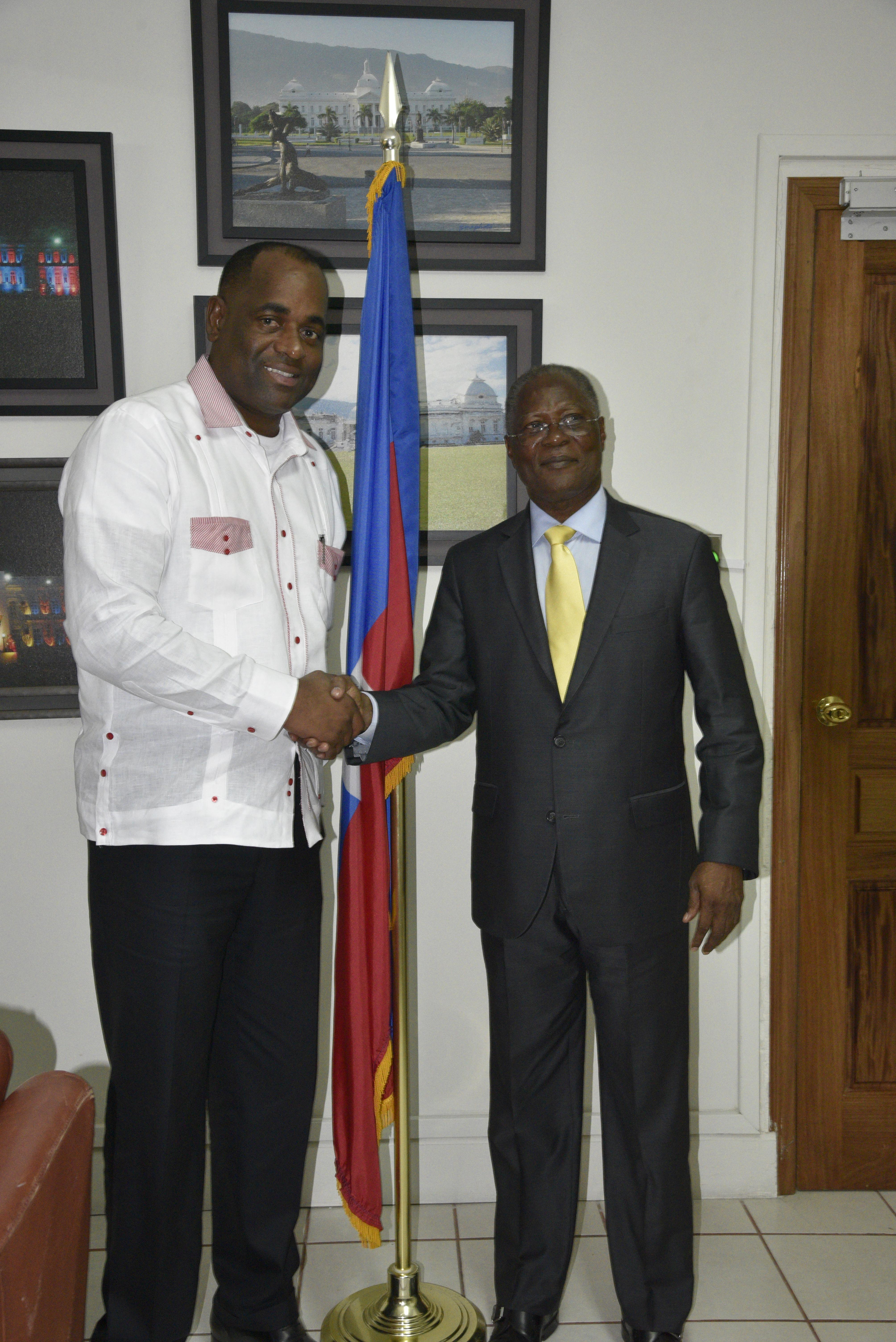
Premierminister Enex Jean-Charles (Haiti, links) und Roosevelt Skerrit (Dominica, rechts) bei dem Treffen 2016 in Haiti

Im Rahmen der karibischen Zusammenarbeit in der CARICOM sagte der dominicanische Premierminister Roosevelt Skerrit eine Hilfsleistung in Höhe von 100.000 US-Dollar für Haiti zu, nachdem Hurrikan Matthew im Oktober 2016 zu schweren Verwüstungen geführt hatte. Skerrit machte die Zusage, nachdem er auf dem Weg zu einem CARICOM Treffen auf den Bahamas eine Zwischenstopp in Haiti eingelegt hatte.